# Баркашов, Александр Петрович
Алекса́ндр Петро́вич Баркашо́в (отец Михаил; 6 октября 1953, Москва) — политический и религиозный деятель русского национализма, неонацизма и православного фундаментализма, основатель и руководитель неонацистского движения «Русское национальное единство», руководитель движения «Александр Баркашов», автор ряда статей, монах в Истинно-православной церкви Рафаила (Прокопьева) под именем отец Михаил.

## Биография
Родители родом из подмосковного села Сенницы Озёрского района. По окончании средней школы с 1972 по 1974 год проходил срочную службу в вооружённых силах СССР. С 1974 по 1985 год работал электрослесарем на ТЭЦ-20 Мосэнерго — там же, где трудился его отец.
После службы в армии вместе со своим братом обучался карате в школе Алексея Штурмина, впоследствии стал тренировать сам.

А. П. Баркашов более 20 лет занимается карате, он — тренер с солидным стажем. Имеет международную квалификацию — 3-й дан (чёрный пояс) по стилю Сётокан. Самостоятельно, консультируясь у специалистов, изучал историю, археологию, историческую этнографию, историю религий, философию, психологию.— Из газеты РНЕ «Русский стяг».
В 2009 году Александр Баркашов, Станислав Терехов, Владислав Ачалов выступили учредителями Общественного движения «Союз защитников России».

## Взгляды
В одном из интервью Баркашов утверждал: «Можно называть меня фашистом, но, поскольку это слово итальянское, я называю себя русским националистом…». В другом заявил: «Я не фашист, я русский национал-социалист. Потому что фашист в прямом значении — это член партии Муссолини, которая пришла к власти в 1922 году в Италии. Нас с ними мало что соединяет. Вообще фашизм
никак не применим к русским условиям». «Можно называть меня фашистом, но поскольку это слово итальянское, я называю себя русским националистом…». Идеалом политического деятеля для себя называл Антониу Салазара. Держал дома портрет Адольфа Гитлера и относился к нему с уважением: «Он вдохнул жизнь в нацию, поднял её… Существует ошибочное мнение, что Вторую мировую войну начал он. А войну развязали представители еврейской финансовой олигархии США и Англии». Высказывание Гитлера о русских как «расе ублюдков» Баркашов оправдывал тем, что «народ, добровольно взваливший на себя большевистский режим, другого определения тогда и не заслуживал». С симпатией относится к современным немецким неонацистам.
Баркашов отождествлял «ариев» («арийцев») с «белой расой», а русских рассматривал как «наиболее прямых генетических и культурных потомков арийцев». Он был сторонником идеи гиперборейской прародины «арийцев» и разделял учение неоязыческого автора Валерия Емельянова, согласно которому евреи являются профессиональными древними преступниками, сложившимися в отдельную расу. Баркашов стремился ассоциировать себя с православием, но в то же время использовал свастику. Склонность к православию предположительно является политическим жестом, поскольку по своему мировоззрению Баркашов находился в рамках неоязычества. В выступлениях против свастики он усматривал посягательство на веру и народную культуру.
В 1994 году Баркашов заявлял о начале «Эры России», которая, по его словам, вначале найдёт выражение в «наведении порядка» в самой России, а затем должно настать господство в мире. Имеющее место, по его мнению, противостояние с евреями не сводится к «геноциду» русского народа, устроенному евреями после 1917 года. Конфликт, согласно Баркашову, имеет глубокие корни, поскольку русский народ является народом-Богоносцем, а евреи — богоборцами, воплощающие абсолютное зло, Дьявола. По этой причине он утверждал, что «Россия возрождается сегодня не как „общее экономическое пространство“, а как метафизическая сущность — проявленный в мире оплот Бога, для последней схватки с абсолютным злом — дьяволом и его порождением — химерической, богоборческой западной цивилизацией во главе с Израилем и США». Баркашов провозглашал, что 21 сентября — 4 октября 1993 года была начата «освободительная борьба русской нации против антирусской, просионистской, проамериканской диктатуры… за освобождение от 76-летнего иудейско-коммунистического ига».
Баркашов понимал, что для большинства россиян идеология РНЕ не является привлекательной и объявлял, что настоящему политику следует не идти за мнением большинства, а формировать его. Им был объявлен курс на пропаганду и партийное строительство.
В 2005 году он заявлял: «О настоящем фундаментальном Православии мы даже и не подозреваем, персонифицируя его с Московской Патриархией, в которой даже не ересь, а просто антихристианство. Подобных высказываний лидер РНЕ делал большое количество».

## Политическая деятельность

### Общество «Память»
В 1985 году Баркашов вступил в Национально-патриотический фронт «Память» и стал телохранителем Дмитрия Васильева. В 1986-м он был избран в Центральный совет «Памяти», а в 1989-м — заместителем председателя. В октябре 1990 года с группой соратников по НПФ «Память» Баркашов основал Движение «Русское национальное единство», руководителем которого является и в настоящее время. В 1993 году во главе отряда РНЕ противодействовал разгону Съезда народных депутатов и Верховного совета РФ в Москве. Участвовал в действиях по захвату мэрии.

### Основание «Русского национального единства»
16 октября 1990 года с группой соратников по НПФ «Память» Баркашов основал движение «Русское национальное единство» (РНЕ). По словам Баркашова, причиной ухода из НПФ «Память» послужило то, что она стала «постоянно действующим костюмированным вечером воспоминаний».
Как вспоминает петербургский журналист, бывший сотрудник программы «600 секунд» Игорь Ильин:

Я с Баркашовым встречался несколько раз — в начале на так называемых Думах Русского Национального Собора, а затем, после трагических событий октября 1993 года, брал у него интервью. <…> Беря интервью у Баркашова, я, в частности, спросил: «Что же все-таки заставило Вас порвать с Васильевым и с „Памятью“?» Ответ прозвучал достаточно цинично: Александр Петрович признался, что специально пришёл в «Память», чтобы отобрать в её рядах нужных ему людей, сколотить из них свой отряд и покинуть васильевское движение.— http://rusk.ru/st.php?idar=7993
В августе 1991 года заявил о поддержке ГКЧП.

### Участие в октябрьских событиях 1993 года
Принимал участие в октябрьских событиях 1993 года. Ещё в апреле 1993 года Баркашов заявлял, что его движение выступит в поддержку Верховного Совета политически, «а если будет надо — то и физически». Уже с весны 1993 года он распорядился начать усиленную подготовку по захвату и обороне зданий с применением взрывпакетов.
После выхода указа президента РФ Б. Ельцина № 1400 о роспуске Съезда народных депутатов и Верховного Совета Баркашов собрал своих соратников у здания Верховного Совета. К 3 октября в «Белом доме», по утверждению Баркашова, было 168 вооружённых членов РНЕ.
Однако большую часть людей лидер РНЕ оставил за пределами Верховного Совета «для того, чтобы действовать „с тыла“, … чтобы „раскачать“ народные массы на поддержку Верховного Совета».
Из доклада комиссии Госдумы по дополнительному изучению и анализу событий 21 сентября — 5 октября 1993 года:

отряд «Русского Национального Единства» (РНЕ) под командованием Баркашова А. П. численностью около 100 человек; формально входил в состав охранного подразделения, подчиненного министру обороны Российской Федерации Ачалову В. А., но полностью им не контролировался; отряд дислоцировался в Доме Советов Российской Федерации; автоматическое стрелковое оружие выдавалось отдельным членам отряда (по имеющимся данным — всего 22 «баркашовцам» были выданы автоматы АКС-74У) для несения охранной службы внутри Дома Советов Российской Федерации; члены отряда занимались также поддержанием порядка на территории, прилегающей к зданию парламента, имели хорошую физическую и строевую подготовку, отличались дисциплинированностью, сочетавшейся с безынициативностью и слепым послушанием руководству своей организации; члены отряда совершали не согласованные с руководством Верховного Совета Российской Федерации действия по насильственному выдворению из здания парламента лиц, нежелательных с точки зрения руководства РНЕ; так, 30 сентября 1993 года около 17 часов тремя членами РНЕ, вооруженными автоматами, без объяснения причин и оснований был задержан и выведен за оцепление политический советник Председателя Верховного Совета Хасбулатова Р. И. Кургинян С. Е.; совершались и откровенно противоправные действия; например, вечером 3 октября 1993 года у Дома Советов Российской Федерации «баркашовцами» был задержан и подвергнут обыску безработный Игнатов М. В., 1953 г.р., у которого они отняли документы и 48000 рублей; проводившиеся членами РНЕ перед Домом Советов марши и построения с символикой, напоминавшей нацистскую, носили фактически провокационный характер; некоторыми членами отряда допускались и другие провокационные действия; так, 28 сентября член РНЕ Плешков А. Б. публично заявил, что если к утру 29 сентября 1993 года не будет снята блокада Дома Советов Российской Федерации, «баркашовцы» перейдут к исполнению террористических актов; работавшим в Доме Советов Российской Федерации журналистам «баркашовцы» неоднократно заявляли, что им наплевать на Ельцина и на Верховный Совет — они пришли выполнять волю своего вождя Баркашова А. П.— 
Внутри кольца оцепления подразделение Баркашова было привлечено для охраны этажа министерства обороны, министерства безопасности и узлов жизнеобеспечения здания Верховного Совета РФ, а также «для поддержания порядка и пресечения провокаций» на территории, прилегающей к зданию парламента. 3 октября возглавляемый Баркашовым отряд численностью около 15 человек, вооружённый автоматами АКС-74У, вместе с тремя охранниками Макашова участвовал в захвате здания мэрии на Новом Арбате, откуда милиция вела огонь по сторонникам Верховного Совета. При взятии мэрии с оружием было только 5 человек из подразделения РНЕ, группа из 5—6 бойцов В. Жака подошла уже после того как в мэрию ворвались безоружные демонстранты. По указанию Баркашова двери центрального входа и стеклянные стены фасада мэрии были пробиты двумя грузовыми автомобилями, в одном из которых были безоружные юноши из РНЕ.
4 октября Баркашов, приказал своим соратникам организованно покинуть здание парламента. После штурма здания Верховного Совета 4 октября были убиты двое бойцов Баркашова: Анатолий Сурский и Дмитрий Марченко.
После ухода из «Белого дома» через оцепление спецназа «Альфа» Баркашов скрывался от властей.
22 декабря 1993 года, по словам Баркашова, на улице города Красногорска его обстреляли неизвестные лица. Органами внутренних дел Красногорска по этому факту было возбуждено уголовное дело. Сам Баркашов обвинил в нападении спецслужбы. По другим источникам, Баркашов, прятавшийся после октябрьских событий в подмосковном городе Фрязино, был подстрелен своим соратником во время пьяной ссоры.
31 декабря 1993 года в госпитале Красногорска Московской области Баркашова с огнестрельным ранением в бедро разыскали работники милиции и перевезли его под охрану в госпиталь МВД, а оттуда в следственный изолятор «Матросская тишина». Баркашову было предъявлено обвинение в организации массовых беспорядков и незаконном хранении оружия.
Содержался в следственном изоляторе «Матросская тишина» до амнистии в феврале 1994 года.
В 2013 году в интервью телеканалу НТВ Баркашов заявил, что во время штурма Дома Советов общался по спутниковому телефону c Павлом Грачёвым и сообщал ему об обстановке в здании Верховного Совета, чтобы танковые снаряды не попали в помещения с людьми. Однако, есть свидетельства А. Руцкого и других лиц, что были люди, которые погибли от попадания снарядов в окна Дома Советов. В том же интервью Баркашов заявил, что имел связи в Кремле и в Министерстве обороны.
Роль Баркашова и его подразделения в событиях сентября-октября 1993 года некоторыми народными депутатами (в частности, Юрием Ворониным, Виктором Аксючицом) и сторонниками Верховного Совета (например, Сергеем Кургиняном) оценивалась как провокационная. С. Кургинян, в частности, заявил: «некие молодые люди со свастикой вывели меня [из Белого дома] 30 сентября, направив автоматы»… «Видя, как молодые люди свободно проходят через милицейские кордоны, закрытые для прочих, включая врачей, видя, как позируют они перед „демократическими камерами“ в виде учебного пособия по „русскому фашизму“, я, естественно, предполагаю, что в этом выдворении не обошлось без господ „демократов“».

### РНЕ после 1993 года
После освобождения продолжил работу по расширению влияния РНЕ, для чего были использованы не только печатные средства (например, газета «Русский порядок»), но и участие в президентских и парламентских выборах в 1996 и 1999 годах (в 1999 году баллотировался в Государственную Думу Российской Федерации от блока «Спас»), который не был допущен к выборам ЦИК.
3 апреля 1995 года в резиденцию РНЕ ворвались вооружённые люди, избившие нескольких активистов (в том числе и Баркашова): по словам самого Александра Петровича, от него требовали выдать местонахождение Алексея Веденкина, против которого уже было возбуждено уголовное дело.
В 1996 году Баркашов положительно оценил победу Бориса Ельцина на президентских выборах. А перед выборами он заявил, что «нынешняя власть и нынешний президент Борис Ельцин вполне устраивают русских националистов».

Российский электорат медленно, но верно дрейфует в сторону РНЕ.
Общество устало от безвластия и может поддержать тех, кто начнет наводить порядок, даже если это будет «русский порядок», который предлагает Баркашов.
— «Независимая газета», 2 февраля 1999
В 1999 году по инициативе мэра Москвы Ю. Лужкова суд отменил государственную регистрацию РНЕ в московском регионе. Попытки добиться общероссийской регистрации также не удались из-за противодействия властей. В парламентских выборах 1999 года РНЕ участвовало в составе «Национального блока» с движением «Спас» и «Возрождение».
С самого начала движение постоянно подвергалось расколам. Осенью 2000 года в РНЕ произошёл очередной раскол, в связи с призывом Баркашова к соратникам — поддержать действующее правительство РФ и новоизбранного президента РФ Путина. Командиры шестнадцати крупных региональных отделений собрались на закрытом пленуме и объявили об исключении Баркашова из рядов РНЕ. Однако, согласно уставу РНЕ данный пленум не имел какой-либо юридической силы. Баркашов никак не отреагировал на данное событие, после чего его соратники продолжили действовать как ООПД РНЕ. Слухи о расколе движения дали рождение таким организациям, как ВОПД РНЕ, «Русское Возрождение», «Славянский Союз», каждая из которых провозглашала переход к более «активным действиям». Спустя шесть лет, 16 декабря 2006 года, на религиозной основе было создано движение «Александр Баркашов».
2 декабря 2005 года Баркашов и трое членов РНЕ (Виктор Афанасьев, Сергей Колодов и Евгений Хребтов) были задержаны в деревне Сенницы-2 Озерского района Подмосковья, а Баркашов был избит. Обвинение утверждало, что все четверо избили сотрудника милиции Стекольникова и повредили его машину; защита утверждала, что Александр Петрович был избит и получил черепно-мозговую травму, однако милиция увезла его прямо из больницы на допрос. 8 августа 2007 года суд признал Баркашова виновным в избиении сотрудника милиции и приговорил его к 2 годам лишения свободы условно.
В октябре 2012 года движение Баркашова упоминалось в фильме «Анатомия протеста-2», показанном на телеканале НТВ и вызвавшем резонанс в обществе, прессе и правоохранительных органах.
В 2014 году поддержал аннексию Крыма Российской Федерацией и выступил против любых переговоров России с новой украинской властью. Во время российско-украинской войны Баркашов активно поддерживал пророссийские силы. Служба Безопасности Украины в мае 2014 года обнародовала аудиозапись, в которой, по утверждению СБУ, Баркашов консультирует лидера Русской православной армии Дмитрия Бойцова как провести референдум о государственной самостоятельности самопровозглашенной Донецкой Народной Республики. Баркашов утверждал, что ему «незачем говорить с указанным СБУ собеседником по телефону, потому что он сам якобы — в Донецке». По словам Баркашова, его собственный сын воевал в составе пророссийских сил против Украины.

## Религия
В 1990 году Лазарь (Васильев), «агнец откровения», руководитель, архиепископ одного из осколков ИПЦ, бывший некоторое время личным духовником Баркашова, благословил эфемерный «Корпус стражей Руси Православной» на базе РНЕ и рукоположил Баркашова во иподиакона. В 1996 году Лазарь отошёл от РНЕ и снял своё благословение по причине «бездействия Корпуса».
В 2003 году Баркашов объявил, что главной задачей возглавляемого им движения считает указание народу на его миссию. Миссия же заключается в «сохранении чистоты Православия до самого Второго Пришествия и проистекающее из этого противостояние всему остальному миру…» Этим объяснялось неучастие в политической деятельности как самого Баркашова, так и возглавляемого им движения.
В ноябре 2005 года Баркашов принял монашеский постриг под именем Михаил в Истинно-православной церкви Рафаила (Прокопьева).
16 декабря 2006 года соратники Московской региональной организации РНЕ основали движение «Александр Баркашов», в котором окончательно было закреплено главенство религиозной составляющей в идеологии движения. Отца Михаила движение считает своим духовным наставником.
В январе 2009 года Баркашов выступил с «открытым обращением к участникам Архиерейского и Поместного соборов Русской Православной Церкви», назначенных на 25-29 января 2009 года, в котором заявил, что Русь является «подножием Престола Господня», а архиереи РПЦ отступают от православной веры и сотрудничают с богоборческой властью «мирового империализма» в своей поддержке политики интеграции России в единое экономическое и любое иное пространство с США или Евросоюзом, «где царит дух материального обретения», «извращение стало... признаком элитарности и примером для подражания» и «воцарился дух антихриста», который там «скоро объявится».
Архиерейский и Поместный соборы РПЦ никак не отреагировали на данное обращение.
Российская ассоциация центров изучения религии и сект (РАЦИРС) включила «Катакомбную Церковь Истинных православных христиан (старого и нового обрядов)», священнослужителем которой является отец Михаил — Баркашов, принявший монашеский постриг в этой церкви в 2005 году, и само РНЕ Баркашова в свой список тоталитарных сект.

## Семейное положение
Прежде чем принять постриг, Баркашов был женат дважды: первым браком — на Валентине Петровне Баркашовой, от которой он имеет троих детей: двух сыновей и дочь; вторым браком — на Наталье Александровне Баркашовой (Мироновой), от которой у него также трое детей: два сына и дочь, и с которой до сих пор связан узами брака.

## Прочие сведения
- 3 апреля 1995 года в штаб-квартиру РНЕ ворвались вооруженные люди в масках, избив нескольких членов штаба и устроив погром[50]. В итоге было записано видео, в котором Александр Баркашов под дулами автомата и пистолета был принужден отвечать на вопросы[51] о связях организации с Федеральной службой контрразведки (якобы Алексей Веденкин являлся её сотрудником, хотя он был арестован за пару месяцев до этого[52]), а также преступным миром (Баркашов называет кличку «Мясник», довольно распространенную в преступном мире). Кроме того, Баркашова заставляют извиниться «перед евреями, неграми и кавказцами[53]». Различные источники называют организаторами нападения или Службу безопасности Президента Российской Федерации, или Службу безопасности ЛОГОВАЗа[54] (якобы участники РНЕ оскорбили родственницу Бориса Березовского[55]), или (как некоторые сторонники РНЕ[56]) некую сионистскую военизированную группу[50].
- В декабре 2005 года произошёл инцидент с сотрудником подмосковного УБОП, после которого Баркашов вместе с тремя своими соратниками был арестован. 8 августа 2007 года Озёрский районный суд приговорил его к 2 годам лишения свободы условно за применение насилия по отношению к представителю власти[57]. Во время нахождения Баркашова под арестом для оказания на него давления на его супругу было совершено два покушения: 12 января 2006 года она подверглась избиению со стороны двух неизвестных[58]; 18 февраля 2006 года на супругу Баркашова напал неизвестный с ножом, ранив её, хотя удар был смягчен бронежилетом[59]. По данному факту прокуратурой было возбуждено уголовное дело, которое остаётся нераскрытым.
- 6 ноября 2009 года Баркашов совместно с председателем «Союза десантников России» Владиславом Ачаловым и лидером «Союза офицеров» Станиславом Тереховым учредил общественное движение «Союз защитников России — Октябрь 93»[60].

## Публикации
- 1993. Узнающий прошлое — видит будущее // Русский Порядок, 20 марта, № 2 (5): 4.
- 1993. Разоблаченная доктрина // Русский порядок, 20 августа, № 8 (11): 1—2.
- 1994. Азбука русского националиста. М. : Слово-1.
- 1994. Обращение к русскому народу // Эра России, № 1: 1—3.
- 1995. «На сегодняшний день патриотические организации, кроме нашей, реальной силы не представляют», в Русская Правда, № 3 (6). С. 2.
- 1997. Страсти вокруг свастики. Что за ними // Русский порядок, № 4.